# Ewa Aulin
Ewa Aulin (Landskrona, 13 de fevereiro de 1950) é uma atriz sueca, que ficou famosa ao participar da comédia nonsense Candy junto a Marlon Brando e Walter Matthau. Deixou de ser atriz aos 23 anos quando se casou pela segunda vez e decidiu dedicar-se a carreira de professora.
Aos 15 anos foi alçada ao sucesso ao ganhar o título de jovem mais bonita da Europa em 1965. Depois surgiram vários convites para filmes italianos e finalmente um hollywoodiano Candy inspirado no romance de Terry Southern, considerado pela revista Playboy um dos 100 livros mais quentes sexualmente de todos os tempos. Nessa época foi indicada ao Globo de Ouro de melhor atriz revelação.

## Filmografia selecionada
- Don Giovanni in Sicilia (1967, diretor: Alberto Lattuada)
- Col cuore in gola (1967, diretor: Tinto Brass)
- Candy (1968, diretor: Christian Marquand)
- La morte ha fatto l'uovo (1968, diretor: Giulio Questi)
- Start the Revolution Without Me (1970, diretor: Bud Yorkin)
- Microscopic Liquid Subway to Oblivion (1970, diretor: John Shadow)
- La controfigura (1971, diretor: Romolo Guerrieri)
- Quando l'amore è sensualità (1973, diretor: Vittorio De Sisti)
- La morte ha sorriso all'assassino (1973, diretor: Joe D'Amato)